# Sixto Durán-Ballén
Pour les articles homonymes, voir Duran.
Sixto Durán-Ballén Córdovez, né le 14 juillet 1921 à Boston aux États-Unis et mort le 15 novembre 2016 à Quito (province de Pichincha), en Équateur, est un homme d'État équatorien, président de la République de l'Équateur de 1992 à 1996.

## Biographie
Sixto Durán-Ballén obtient un diplôme d'architecte à l'université Columbia, à New York. Le président équatorien Galo Plaza Lasso le chargea de reconstruire la ville d'Ambato, détruite par un tremblement de terre le 5 août 1949. Il est un des fondateurs du Parti Social Chrétien, avec Camilo Ponce Enríquez.
Sixto Durán-Ballén fut maire de la ville de Quito entre 1970 et 1978, pendant les dictatures des années 1970. Cette charge lui apporta la popularité, parce qu'il lança de nombreux grands travaux dans la ville, y compris la réalisation des tunnels qui permettent la traversée de Quito par le centre ville.
Sixto Durán-Ballén fut candidat à la présidence de la République en 1979 et en 1988, sans succès. Il fut élu député en 1984. En 1991, quand le Parti social chrétien choisit Jaime Nebot comme candidat, Durán-Ballén crée le Parti d'Union républicaine. Il remporta l'élection présidentielle en juillet 1992, affrontant Jaime Nebot au second tour. Il succéda à Rodrigo Borja Cevallos.
Sa présidence marque l'apogée du modèle néolibéral en Équateur, dans le contexte du consensus de Washington. La politique économique du gouvernement est élaborée par son vice-président, Alberto Dahik, dirigeant du Parti conservateur équatorien, et vise une libéralisation de l'économie nationale, une plus grande ouverture aux capitaux étrangers et une réduction de la taille de l'État. En 1994, le gouvernement promulgue une loi qui permet de déréguler le secteur bancaire et de réduire le contrôle de l'État.
En 1993, sa petite-fille escroque près d'un million de dollars à travers son entreprise Flores y Miel et prend la fuite vers les États-Unis. 
En 1995, Sixto Durán-Ballén doit faire face au dernier conflit armé entre le Pérou et l'Équateur, la guerre du Cenepa.
Il est marié avec Josefina Villalobos Páramo (1924-2025).